# ナイトゲーム (西城秀樹の曲)
「ナイト・ゲーム (Night Games)」は、西城秀樹の45枚目のシングル。1983年6月1日にRCAから発売された。

## 解説
グラハム・ボネットの「Night Games」を原曲よりも速いテンポにアレンジしてカバーした作品である。なお訳詞自体は少なくともリリース前の1982年8月時点で存在し、コンサートで披露されていた。ハードロックのサウンドや歌唱も相まって、コンサートのクライマックスを盛り上げる定番曲となった。
オリコンでは最高位19位（100位内12週）、8.5万枚のセールスだった。

## エピソード
- グラハム・ボネットが来日した際、この曲の入った西城のレコードを買って帰ったといわれている[6]。

## 収録曲
1. ナイト・ゲーム (Night Games)
作詞・作曲：E.HAMILTON／訳詞：山本伊織／編曲：前田憲男
2. 陽炎物語
作詞：森雪之丞／作曲・編曲：後藤次利

## 収録アルバム
- 『It's You』